# 奧爾巴河
奧爾巴河是意大利的河流，位於該國北部，流經利古里亞和皮埃蒙特大區，河道全長73公里，平均流量每秒20.1立方米，最終注入博爾米達河。
44°53′N 8°37′E / 44.883°N 8.617°E